# Diecezja La Rochelle
Diecezja La Rochelle (nazwa oficjalna: diecezja La Rochelle (-Saintes)) – diecezja Kościoła rzymskokatolickiego w zachodniej Francji. Została erygowana 4 maja 1648 roku. W 1801 do jej obszaru włączone zostało miasto Saintes, wcześniej samo będące stolicą biskupią. W 1852 zaowocowało to zmianą nazwy oficjalnej diecezji na obecną. W 2002 diecezja została przeniesiona z metropolii Bordeaux do metropolii Poitiers.
1 marca 2018 do diecezji wcielono zlikwidowany wikariat apostolski Saint Pierre i Miquelon obejmujący francuską wspólnotę zamorską Saint-Pierre i Miquelon.